# Buddy Hield
Pour les articles homonymes, voir Hield.
Chavano Rainier "Buddy" Hield, né le 17 décembre 1992 à Freeport aux Bahamas, est un joueur bahaméen de basket-ball évoluant aux postes d'arrière et d'ailier dans la franchise des Warriors de Golden State.

## Biographie

### Carrière universitaire
En mars 2016, Hield reçoit le trophée de meilleur joueur de la Big 12 Conference. Avec Oklahoma, il participe à la March Madness 2016. Le 20 mars, il permet à son équipe d'accéder au Sweet en marquant 36 points contre les Rams de VCU. À la fin du mois, il est nommé dans le meilleur cinq majeur de la saison NCAA aux côtés de Malcolm Brogdon, Brice Johnson, Tyler Ulis et Denzel Valentine. Le 3 avril 2016, il reçoit le trophée Naismith, celui du meilleur joueur de la saison NCAA.

### Carrière professionnelle

#### Pelicans de La Nouvelle-Orléans (2016-2017)
Le 23 juin 2016, Hield est sélectionné par les Pelicans de La Nouvelle-Orléans à la 6e position de la Draft 2016 de la NBA. Le 22 juillet 2016, il signe son contrat rookie avec les Pelicans après la NBA Summer League 2016 durant laquelle il a eu des moyennes de 16,8 points, 5,4 rebonds et 3,8 passes décisives en cinq matches. Le 15 décembre 2016, il bat son record de points en carrière avec 21 unités dont cinq paniers à trois points lors de la victoire 102 à 95 contre les Pacers de l'Indiana. Le 3 janvier 2017, il est nommé rookie du mois de décembre de la conférence Ouest. Durant ce mois, il est le meilleur des rookies de l'Ouest à la marque (10,6 points par match) et à la réussite à trois points (47,8%) et est parmi les premiers au nombre de trois points marqués (33 paniers). Le 12 février 2017, lors de la défaite 105 à 99 chez les Kings de Sacramento, Hield est éjecté après une faute flagrante à trois minutes de la fin de la première mi-temps. En sortant d'un écran, Hield frappe DeMarcus Cousins dans la partie supérieure de l'aine et est éjecté pour la première fois de sa carrière NBA.

#### Kings de Sacramento (2017-2022)
Le 20 février 2017, Hield est transféré avec Tyreke Evans, Langston Galloway, un premier et un second tour de draft 2017 en échange de DeMarcus Cousins et Omri Casspi. Trois jours plus tard, il fait ses débuts avec les Kings et marque 16 points en étant remplaçant lors de la victoire 116 à 100 contre les Nuggets de Denver. Le 24 mars 2017, il bat son record de points en carrière avec 22 points auxquels il ajoute huit rebonds et sept passes décisives lors de la défaite 114 à 100 chez les Warriors de Golden State. Le 1er avril 2017, il renouvelle cette performance en marquant 22 points à 4 sur 6 aux tirs à trois points lors de la victoire 123 à 117 contre les Timberwolves du Minnesota. Deux jours plus tard, il reçoit le titre de rookie du mois de mars de la conférence Ouest en étant le meilleur marqueur des rookies à l'Ouest avec 14,1 points par match. Le 11 avril 2017, il bat son record de points en marquant 30 points lors de la victoire 129 à 104 contre les Suns de Phoenix. À la fin de la saison, il est nommé dans le meilleur cinq majeur des rookies.
Hield commence la saison 2017-2018 en tant que titulaire avant de passer remplaçant et avoir le rôle de sixième homme de l'équipe après sept matches. Le 25 novembre 2017, Hield établit son record de la saison avec 27 points en étant remplaçant et en marquant sept paniers à trois points, son record en carrière, dans la défaite des siens 97 à 95 chez les Clippers de Los Angeles. Hield tire à 43,1% de réussite aux tirs à trois points en 2017-2018 ce qui le place à la neuvième place des tireurs à trois points de la NBA.
Le 26 octobre 2018, les Kings activent leur option sur le contrat de Hield, le liant à l'équipe jusqu'en 2020. Le 24 novembre 2018, Hield marque 28 points à 12 sur 21 aux tirs et prend sept rebonds dans la défaite 117 à 116 chez les Warriors de Golden State. Le 17 décembre, dans la défaite 135 à 105 chez les Timberwolves du Minnesota, Hield marque 21 points en première mi-temps mais ne joue pas de la seconde mi-temps ; l'entraîneur des Kings, Dave Joerger, a décidé de laisser sur le banc les titulaires du début de match pour le reste du match. Deux jours plus tard, il bat son record de points en carrière avec 37 unités mais n'empêche pas la défaite des siens 132 à 113 contre le Thunder d'Oklahoma City.

#### Pacers de l'Indiana (2022-2024)
En février 2022, Buddy Hield est envoyé aux Pacers de l'Indiana avec Tyrese Haliburton et Tristan Thompson contre Domantas Sabonis, Jeremy Lamb et Justin Holiday.
Sous le maillot de la franchise, Buddy Hield bat un record, celui du panier à 3 points le plus rapide de l'histoire (du moins depuis l’ère play-by-play en 1996). Lors du match contre les Cavaliers de Cleveland le 30 décembre 2022, il a inscrit le panier à 3 points en seulement 3 secondes de jeu.

#### 76ers de Philadelphie (2024)
En février 2024, il est transféré aux 76ers de Philadelphie contre Marcus Morris et Furkan Korkmaz.

#### Warriors de Golden State (depuis 2024)
Agent libre à l'été 2024, il rejoint les Warriors de Golden State dans le cadre d'un sign-and-trade. Son nouveau contrat de 4 saisons (dont les deux premières garanties) lui permet de gagner au moins 21 millions de dollars.

## Palmarès
- Vainqueur du concours de tirs à trois points du All-Star Game 2020
- NBA All-Rookie First Team (2017)
- John R. Wooden Award (2016)
- Naismith College Player of the Year (2016)
- Oscar Robertson Trophy (2016)
- Sporting News College Player of the Year (2016)
- Consensus first-team All-American (2016)
- Third-team All-American – AP, NABC (2015)
- Jerry West Award (2016)
- 2× Big 12 Player of the Year (2015, 2016)
- 2× First-team All-Big 12 (2015, 2016)
- Second-team All-Big 12 (2014)

## Statistiques

### Universitaires
Les statistiques de Buddy Hield en matchs universitaires sont les suivantes :
| Saison    | Équipe   | Matchs | Titul. | Min./m | % Tir | % 3pts | % LF | Rbds/m. | Pass/m. | Int/m. | Ctr/m. | Pts/m. |
| --------- | -------- | ------ | ------ | ------ | ----- | ------ | ---- | ------- | ------- | ------ | ------ | ------ |
| 2012-2013 | Oklahoma | 27     | 13     | 25,1   | 38,8  | 23,7   | 83,3 | 4,19    | 1,85    | 1,22   | 0,26   | 7,81   |
| 2013-2014 | Oklahoma | 33     | 32     | 32,1   | 44,5  | 38,6   | 75,0 | 4,42    | 1,88    | 1,39   | 0,15   | 16,52  |
| 2014-2015 | Oklahoma | 35     | 35     | 32,4   | 41,2  | 35,9   | 82,3 | 5,43    | 1,91    | 1,34   | 0,23   | 17,43  |
| 2015-2016 | Oklahoma | 37     | 37     | 35,4   | 50,1  | 45,7   | 88,0 | 5,73    | 2,03    | 1,14   | 0,49   | 25,00  |
| Carrière  | Carrière | 132    | 117    | 31,7   | 44,8  | 39,0   | 83,6 | 5,01    | 1,92    | 1,27   | 0,29   | 17,36  |

### Professionnelles

#### Saison régulière
| Saison    | Équipe              | Matchs | Titul. | Min./m | % Tir | % 3pts | % LF | Rbds/m. | Pass/m. | Int/m. | Ctr/m. | Pts/m. |
| --------- | ------------------- | ------ | ------ | ------ | ----- | ------ | ---- | ------- | ------- | ------ | ------ | ------ |
| 2016-2017 | La Nouvelle-Orléans | 57     | 37     | 20,4   | 39,3  | 36,9   | 87,9 | 2,89    | 1,33    | 0,33   | 0,12   | 8,56   |
| 2016-2017 | Sacramento          | 25     | 18     | 29,1   | 48,0  | 42,8   | 81,4 | 4,20    | 1,76    | 0,76   | 0,12   | 15,12  |
| 2017-2018 | Sacramento          | 80     | 13     | 25,3   | 44,6  | 43,1   | 87,7 | 3,84    | 1,94    | 1,06   | 0,28   | 13,49  |
| 2018-2019 | Sacramento          | 82     | 82     | 31,9   | 45,8  | 42,7   | 86,6 | 5,02    | 2,50    | 0,71   | 0,40   | 20,67  |
| 2019-2020 | Sacramento          | 72     | 44     | 30,8   | 42,9  | 39,4   | 84,6 | 4,57    | 2,96    | 0,92   | 0,24   | 19,19  |
| 2020-2021 | Sacramento          | 71     | 71     | 34,3   | 40,6  | 39,1   | 84,6 | 4,70    | 3,62    | 0,89   | 0,42   | 16,56  |
| 2021-2022 | Sacramento          | 55     | 6      | 28,6   | 38,2  | 36,8   | 87,0 | 4,02    | 1,91    | 0,87   | 0,27   | 14,40  |
| 2021-2022 | Indiana             | 26     | 26     | 35,6   | 44,7  | 36,2   | 88,6 | 5,08    | 4,77    | 0,96   | 0,38   | 18,19  |
| 2022-2023 | Indiana             | 80     | 73     | 31,0   | 45,8  | 42,5   | 82,2 | 5,00    | 2,81    | 1,15   | 0,33   | 16,80  |
| 2023-2024 | Indiana             | 52     | 28     | 25,7   | 44,3  | 38,4   | 84,8 | 3,20    | 2,70    | 0,80   | 0,60   | 12,00  |
| 2023-2024 | Philadelphie        | 32     | 14     | 25,8   | 42,6  | 38,9   | 92,3 | 3,20    | 3,00    | 0,80   | 0,30   | 12,20  |
| Carrière  | Carrière            | 632    | 412    | 29,0   | 43,4  | 40,0   | 86,0 | 4,20    | 2,60    | 0,90   | 0,30   | 15,50  |

Mise à jour le 4 juillet 2024

#### Playoffs
| Saison   | Équipe       | Matchs | Titul. | Min./m | % Tir | % 3pts | % LF  | Rbds/m. | Pass/m. | Int/m. | Ctr/m. | Pts/m. |
| -------- | ------------ | ------ | ------ | ------ | ----- | ------ | ----- | ------- | ------- | ------ | ------ | ------ |
| 2024     | Philadelphie | 4      | 0      | 12,7   | 41,2  | 46,2   | 100,0 | 1,30    | 0,50    | 0,00   | 0,30   | 5,50   |
| Carrière | Carrière     | 4      | 0      | 12,7   | 41,2  | 46,2   | 100,0 | 1,30    | 0,50    | 0,00   | 0,30   | 5,50   |

## Records sur une rencontre en NBA
Les records personnels de Buddy Hield en NBA sont les suivants, :
| Type de statistique        | Saison régulière | Saison régulière                | Saison régulière | Playoffs | Playoffs             | Playoffs      |
| Type de statistique        | Record           | Adversaire                      | Date             | Record   | Adversaire           | Date          |
| -------------------------- | ---------------- | ------------------------------- | ---------------- | -------- | -------------------- | ------------- |
| Points                     | 42               | @ Timberwolves du Minnesota     | 27 janvier 2020  | 33       | @ Rockets de Houston | 4 mai 2025    |
| Paniers marqués            | 15               | @ Celtics de Boston             | 25 novembre 2019 | 12       | @ Rockets de Houston | 4 mai 2025    |
| Paniers tentés             | 29               | Bucks de Milwaukee              | 27 février 2019  | 15       | 2 fois               | 2 fois        |
| Paniers à 3 points réussis | 11               | @ Celtics de Boston             | 25 novembre 2019 | 9        | @ Rockets de Houston | 4 mai 2025    |
| Paniers à 3 points tentés  | 21               | @ Celtics de Boston             | 25 novembre 2019 | 11       | 2 fois               | 2 fois        |
| Lancers francs réussis     | 9                | Bucks de Milwaukee              | 27 février 2019  | 2        | Knicks de New York   | 2 mai 2024    |
| Lancers francs tentés      | 9                | 3 fois                          | 3 fois           | 2        | Knicks de New York   | 2 mai 2024    |
| Rebonds offensifs          | 5                | @ Rockets de Houston            | 17 novembre 2018 | 2        | 3 fois               | 3 fois        |
| Rebonds défensifs          | 11               | 2 fois                          | 2 fois           | 3        | 2 fois               | 2 fois        |
| Rebonds totaux             | 12               | 2 fois                          | 2 fois           | 4        | 3 fois               | 3 fois        |
| Passes décisives           | 10               | Heat de Miami                   | 14 février 2024  | 3        | 2 fois               | 2 fois        |
| Interceptions              | 5                | @ Suns de Phoenix               | 23 octobre 2017  | 3        | Rockets de Houston   | 26 avril 2025 |
| Contres                    | 3                | 6 fois                          | 6 fois           | 2        | @ Rockets de Houston | 4 mai 2025    |
| Balles perdues             | 7                | Pelicans de La Nouvelle-Orléans | 4 janvier 2020   | 2        | Rockets de Houston   | 26 avril 2025 |
| Minutes jouées             | 44               | Heat de Miami                   | 14 février 2024  | 37       | @ Rockets de Houston | 4 mai 2025    |

- Double-double : 12
- Triple-double : 0

Dernière mise à jour : 4 mai 2025

## Marketing
En juin 2016, il signe avec Nike.

## Pour approfondir
- Liste des meilleurs marqueurs à trois points en NBA en carrière.